# Divokej Bill

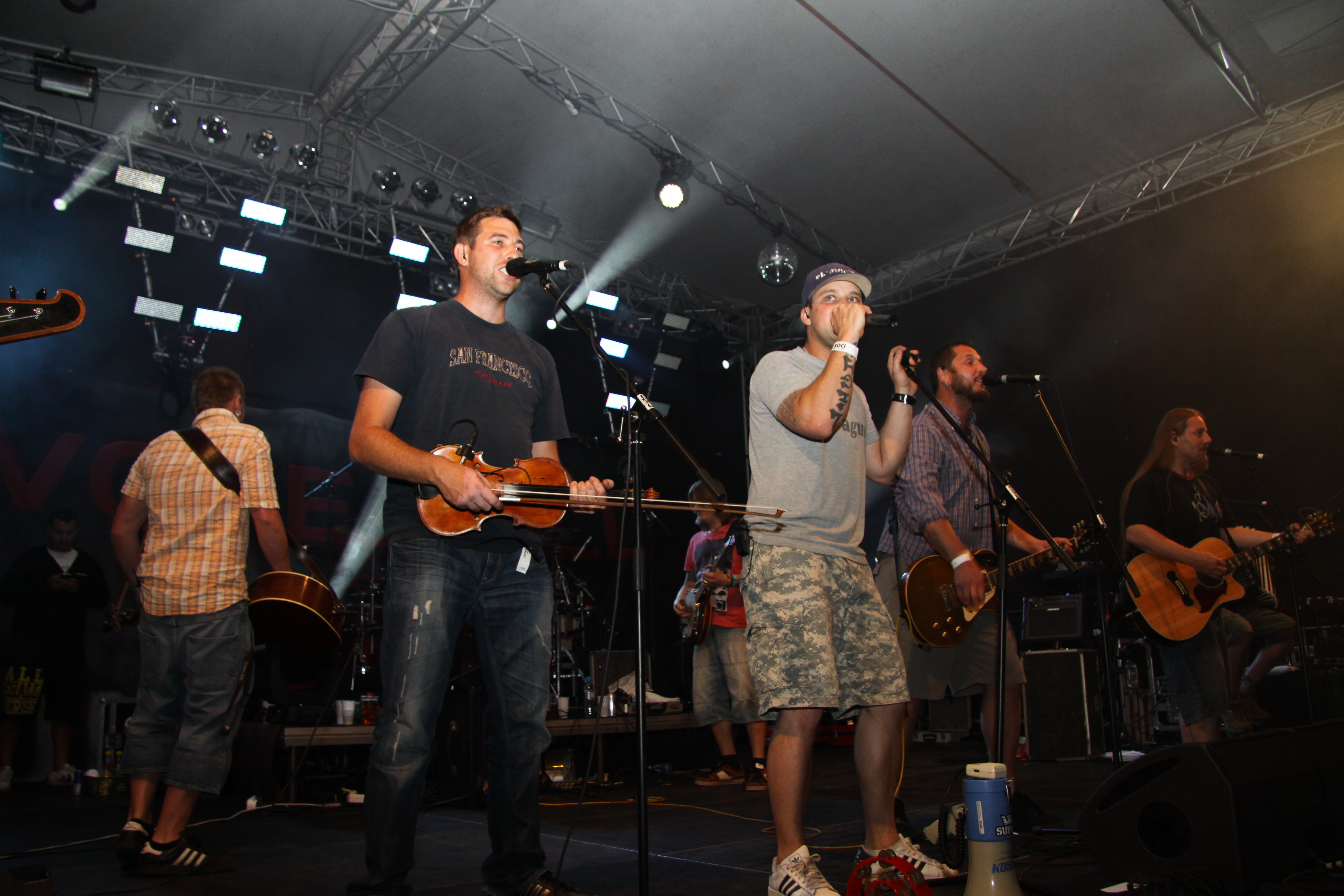
Divokej Bill

Divokej Bill est un groupe de rock tchèque originaire de la ville de Úvaly.
Le groupe est formé en 1997 après la dissolution de deux autres formations musicales : « Wáša » et « Medvěd 009 ». D'abord actif sur la scène locale, enchaînant les concerts dans de petites salles, le groupe se fait remarquer par le critique musical Jarda Špulák qui écrit plusieurs articles à son sujet dans le journal Big Beng !.

Le 6 juin 1998, Divokej Bill apparaît au célèbre concert « Rok od rocku » organisé à Český Brod.
Deux ans plus tard, le groupe sort son premier album :  « Propustka do pekel » (Un ticket pour l'enfer). L'une des chansons présente sur cet album contribuera au succès national du groupe : « Plakala ».

## Membres
- Václav Bláha -  (guitare, chant)
- Miloš Jurač - (guitare basse, chant)
- Štěpán Karbulka- (chant)
- Adam Karlík -  (violon)
- Roman Procházka - (guitare acoustique)
- Honza Bártl - (banjo)
- Martin Pecka - (accordéon)
- Marek Žežulka -(percussions)
- Ondra Pospíšil - (orchestration)
- Petr Fořt -(orchestration)

## Discographie
- Propustka do pekel (2000)
- Svatá pravda (2001)
- Mezi nima (2003)
- Lucerna (DVD) (2004)
- Divokej Bill (2006)
- Rock For People (Live) (2007)